# Оборники
Оборни́ки (пол. Oborniki)  —  город  в Польше, входит в Великопольское воеводство,  Оборницкий повят.  Имеет статус городско-сельской гмины. Занимает площадь 14,08 км². Население 17 895 человек (на 2005 год).